# Takashi Watanabe
Pour les articles homonymes, voir Watanabe.
Takashi Watanabe (渡部 高志, Watanabe Takashi) est un réalisateur de série d'animation (anime) né le 22 juillet 1957 à Sapporo dans l'île d'Hokkaido au Japon. 

## Biographie
Alors qu'il étudie les arts à l'université privé Tōkai, Takeshi Watanabe travaille en parallèle dans le studio Topcraft. Il est notamment animateur-clé sur le film Nausicaä de la vallée du vent réalisé par Hayao Miyazaki et sorti en 1984. En 1985, lors de la dissolution de Topcraft, qui deviendra par la suite Studio Ghibli, Watanabe intègre le studio Gallop avec qui il fera ses premiers pas en tant que storyboarder sur Kimengumi (1985-1987). Par la suite, il devient indépendant et travaille notamment sur Osomatsu-kun (1988-1989) du studio Pierrot. En 1989, il fait ses premiers pas à la réalisation avec Miracle Giants Domu-kun, une adaptation d'un manga de Shotaro Ishinomori traitant du baseball. L'année suivante, il réalise la série Karasu Tengu Kabuto puis se tourne vers la réalisation d'OAV, format à la mode pendant cette période générale de l'animation. Il travaille notamment sur des adaptations du jeu Ys ainsi que des adaptations de manga de Go Nagai (Abashiri Ikka et Kuro no Shishi: Jinnai-hen). 
Il revient à la réalisation de série avec Slayers (1995), adaptations des light novel de Hajime Kanzaka qui sera un énorme succès. Il réalisera également les deux suites (Slayers Next et Slayers Try) ainsi que la série dérivée Lost Universe. Après avoir réalisé en 1998 la série Space Pirate Mito ainsi que sa suite en 1999, Watanabe abandonne le comique pour l'horreur avec Boogiepop Phantom, adapté des light novel de Kouhei Kadono. Watanabe va alors se diversifier avec la série mecha Tri-zenon (2000-2001), le Nekketsu Rave, l'ecchi Ikki Tousen et le space opera Starship operators. 
En 2005, Watanabe réalise son premier film Kino no Tabi: Life goes on ainsi qu'une autre série très populaire: Shakugan no Shana. Il réalisera également l'adaptation en film de cette série l'année suivante ainsi qu'une suite en 2008. Cette même année également, il réalise une nouvelle suite à la saga Slayers, Slayers Revolution.

## Filmographie

### Série télévisée
- Koala Boy Kocky (nov 1984 - mars 1985) - Directeur d'animation
- Sherlock Holmes (nov 1984 - mai 1985) - Animateur clé
- Kimengumi (oct 1985 - oct 1987) - Storyboard, directeur d'animation, directeur d'épisode
- Osomatsu-kun (fév 1988 - déc 1989) - Storyboard (ep 3,7,10,14,19,23,26,31,35,SP,43,48,52,85), directeur d'épisode (ep 3,7,10,14,19,23,26,31,35,39,43,48,85)
- Miracle Giants Domu-kun (avr 1989 - mars 1990) - Réalisateur
- Karasu Tengu Kabuto (juil 1990 - juin 1991) - Réalisateur
- Ginga Sengoku Gunyūden Rai (avr 1994 - mars 1995) - Storyboard, directeur d'épisode
- Slayers (avr 1995 - sept 1995) - Réalisateur, storyboard (ep 1,19,26), directeur d'épisode (ep 1,26)
- Wedding Peach (avr 1995 - mar 1996) - Storyboard
- Slayers Next (avr 1996 - sept 1996) - Réalisateur, storyboard (ep 1,2,5,15,18,22,26), Directeur d'épisode (ep 26)
- Slayers Try (avr 1997 - sept 1997) - Réalisateur, storyboard (ep 1,9,10,11,14,21,25,26), directeur d'épisode (ep 1,9,14,26)
- Lost Universe (avr 1998 - sept 1998) - Réalisateur
- Space Pirate Mito (janv 1999 - mar 1999) - Réalisateur
- Space Pirate Mito TV2 (juil 1999 - oct 1999) - Réalisateur
- Boogiepop Phantom (janv 2000 - mars 2000) - Réalisateur, storyboard (ep 1,6,12)
- Sakura Wars TV (avr 2000 - sept 2000) - Storyboard (ep 9)
- Tri-zenon (oct 2000 - mars 2001) - Réalisateur, storybard (ep 1,2,3,5,6,9,18,22), directeur d'épisode (ep 9,22
- Angelic Layer (avr 2001 - sept 2001) - Directeur d'épisode (ep 8 et 24)
- Rave (oct 2001 - sept 2002) - Réalisateur, storyboard (ep 1,11,20,37,41,51)
- Seven of Seven (janv 2002 - juin 2002) - Storyboard, directeur d'épisode
- Ikki Tousen (juil 2003 - oct 2003) - Réalisateur
- Shingetsutan Tsukihime (oct 2003 - déc 2003) - Storyboard (ep 10)
- Hikari to Mizu no Dafune (janv 2004 - juil 2004) - Storyboard
- Area 88 (janv 2004 - mars 2004) - Storyboard
- Koi Kaze (avr 2004 - sept 2004) - Storyboard (ep 7), Directeur d'épisode (ep 7)
- Starship Operators (janv 2005 - mars 2005) - Réalisateur, Storyboard (tous)
- Shakugan no Shana (oct 2005 - mars 2006) - Réalisateur, storyboard (ep 1-3,6,14,19-21,23,24)
- Shakugan no Shana TV2 (oct 2007 - mars 2008) - Réalisateur, storyboard (ep 1-3,7-9,13,15,18,19,23,24)
- Slayers Revolution (juil 2008 - sept 2008) - Réalisateur, storyboard (ep 1,2,6,10,13)
- Slayers Revolution R (janv 2009 - mars 2009) - Réalisateur, storyboard (ep 1-3,8,11)
- Taishō Baseball Girls (juil 2009 - sept 2009) - Storyboard (OP,ED,ep 6)
- Ichiban Ushiro no Dai Maō (avr 2010 - juin 2010) - Réalisation, storyboard (tous),
- Freezing (janv 2011 - avr 2011) - Réalisation, storyboard (ep 1,2,4,10,11,12)
- Hidan no Aria (avr 2011 - juin 2011) - Réalisation, storyboard (ep 1,2,10,11,12)
- Natsume Yūjin-chō - San (juil - sept 2011) - storyboard (ep 11)
- Shakugan no Shana TV3 (oct 2011 - mars 2012) - Réalisateur, storyboard (ep 1,4,6,9,13,14,17,21,24)

### OAV
- TWD EXPRESS ROLLING TAKEOFF (1987) - Mechnic Design
- Ys (1989 - 1991) - Réalisation (ep 5 à 7 seulement)
- Abashiri Ikka (1992) - Réalisation, storyboard
- Ys II (1992 - 1993) - Réalisation
- Kuro no Shishi: Jinnai-hen (1992) - Réalisation, directeur d'épisode
- Casshern OAV (1993) - Directeur d'épisode
- Battle Skipper (1995) - Réalisation
- Sanctuary (1996) - Réalisation
- Shin Hokuto no Ken (2003-2004) - Réalisation
- Shakugan no Shana OAV (2006) - Réalisation
- Shakugan no Shana S (2009-2010) - Réalisation

### Cinéma
- Nausicaä de la vallée du vent (1984) - Animateur clé
- Kino no Tabi: Life goes on (2005) - Réalisateur
- Toki wo kakeru shôjo : la traversée du temps (2006) - Producteur
- Shakugan no Shana le film (2007) - Réalisation